# Islândia nos Jogos Olímpicos de Inverno de 2014
A Islândia participou dos Jogos Olímpicos de Inverno de 2014, realizados na cidade de Sóchi, na Rússia. Foi a décima sétima aparição do país em Olimpíadas de Inverno.

## Desempenho

### Esqui alpino
Feminino
| Atleta                      | Evento         | Descida 1 | Descida 2 | Total   | Pos. |
| --------------------------- | -------------- | --------- | --------- | ------- | ---- |
| Erla Ásgeirsdóttir          | Slalom         | 1:03.55   | 1:01.53   | 2:05.08 | 36º  |
| Erla Ásgeirsdóttir          | Slalom gigante | 1:30.15   | 1:31.51   | 3:01.66 | 52º  |
| Helga María Vilhjálmsdóttir | Slalom         | 1:02.69   | 1:00.53   | 2:03.22 | 34º  |
| Helga María Vilhjálmsdóttir | Slalom gigante | 1:26.39   | 1:25.52   | 2:51.91 | 46º  |
| Helga María Vilhjálmsdóttir | Super-G        |           |           | 1:33.42 | 29º  |

Masculino
| Atleta              | Evento         | Descida 1 | Descida 2 | Total   | Pos. |
| ------------------- | -------------- | --------- | --------- | ------- | ---- |
| Einar Kristgeirsson | Slalom         | 54.04     | DNF       | DNF     | DNF  |
| Einar Kristgeirsson | Slalom gigante | 1:32.90   | 1:32.55   | 3:05.45 | 56º  |
| Brynjar Guðmundsson | Slalom         | 56.85     | 1:07.72   | 2:04.57 | 36º  |
| Brynjar Guðmundsson | Slalom gigante | 1:33.58   | 1:36.03   | 3:09.61 | 59º  |

### Esqui cross-country
Masculino
| Atleta          | Evento         | Qualificatória | Qualificatória | Quartas-de-final | Quartas-de-final | Semifinal   | Semifinal   | Final       | Final       |
| Atleta          | Evento         | Tempo          | Pos.           | Tempo            | Pos.             | Tempo       | Pos.        | Tempo       | Pos.        |
| --------------- | -------------- | -------------- | -------------- | ---------------- | ---------------- | ----------- | ----------- | ----------- | ----------- |
| Sævar Birgisson | 15 km clássico |                |                |                  |                  |             |             | 45:44.2     | 74º         |
| Sævar Birgisson | Velocidade     | 3:59.50        | 72º            | Não avançou      | Não avançou      | Não avançou | Não avançou | Não avançou | Não avançou |

Legenda
| Recorde mundial      | Recorde mundial (World record)               |                       | Recorde africano                      | Recorde africano (African) |                                           | Q | Classificado por posição (Qualified) |
| Recorde olímpico     | Recorde olímpico (Olympic record)            | Recorde da América    | Recorde da América (Americas)         | q                          | Classificado por melhor tempo (Qualified) |   |                                      |
| Melhor marca do ano  | Melhor marca do ano (World leading)          | Recorde asiático      | Recorde asiático (Asian)              | DNS                        | Não largou (Did not start)                |   |                                      |
| Recorde nacional     | Recorde nacional (National record)           | Recorde europeu       | Recorde europeu (European)            | DNF                        | Não terminou (Did not finish)             |   |                                      |
| Recorde pessoal      | Recorde pessoal do atleta (Personal best)    | Recorde da Oceania    | Recorde da Oceania (Oceania)          | DSQ / DQ                   | Desclassificado (Disqualified)            |   |                                      |
| Recorde da temporada | Recorde da temporada do atleta (Season best) | Recorde sul-americano | Recorde sul-americano (South America) | NM                         | Sem marca (No mark)                       |   |                                      |